# Lodewijk Woltjer
Lodewijk Woltjer, noto anche con lo pseudonimo di Lo (Noordwijk, 26 aprile 1930 – Ginevra, 25 agosto 2019), è stato un astronomo e antropologo olandese.
Studiò all’università di Leida, conseguendo il dottorato nel 1957 sotto la guida di Jan Oort, con una tesi incentrata sulla struttura del campo magnetico della Nebulosa del Granchio. Dal 1975 al 1987 ha ricoperto la carica di direttore generale dell’European Southern Observatory (ESO). In seguito è stato presidente dell’Unione astronomica internazionale dal 1994 al 1997; ha collaborato con l’osservatorio astrofisico di Arcetri dal 1997 al 2004.

## Biografia
Conseguito il dottorato, Woltjer proseguì le proprie ricerche in astrofisica teorica e fisica del plasma focalizzando i propri studi su quasar, resti di supernova, campi magnetici stellari e galattici. 
Emigrato in USA e successivamente a due incarichi di ricerca post-dottorato nelle università degli Stati Uniti, tornò all'Università di Leida nel 1959 come docente di astronomia. Divenne professore di astrofisica teorica e fisica del plasma due anni dopo, ricoprendo l'incarico fino al 1964. Tra il 1964 e il 1974 Woltjer lavorò alla Columbia University di New York, prima a capo del dipartimento di astronomia dal 1964 al 1974, poi come Rutherfurd Professor of Astronomy, la cattedra di astronomia titolata all'astronomo e pioniere in astrofotografia Lewis Morris Rutherfurd. È stato editore della rivista The Astronomical Journal dal 1967 al 1974. 
Nominato direttore generale dell'ESO nel 1975, ha modellato l'organizzazione in linea con un'ambizione unica, sostenendo gli sviluppi tecnici interni avviati con il sostegno del CERN. In seguito ha promosso intense collaborazioni con l'industria e le istituzioni di ricerca astronomica europee. Ha vincolato l'accettazione della direzione di ESO alla creazione di un dipartimento scientifico presso l'ESO stesso al fine di ancorare il ruolo dell'organizzazione nella comunità europea. 

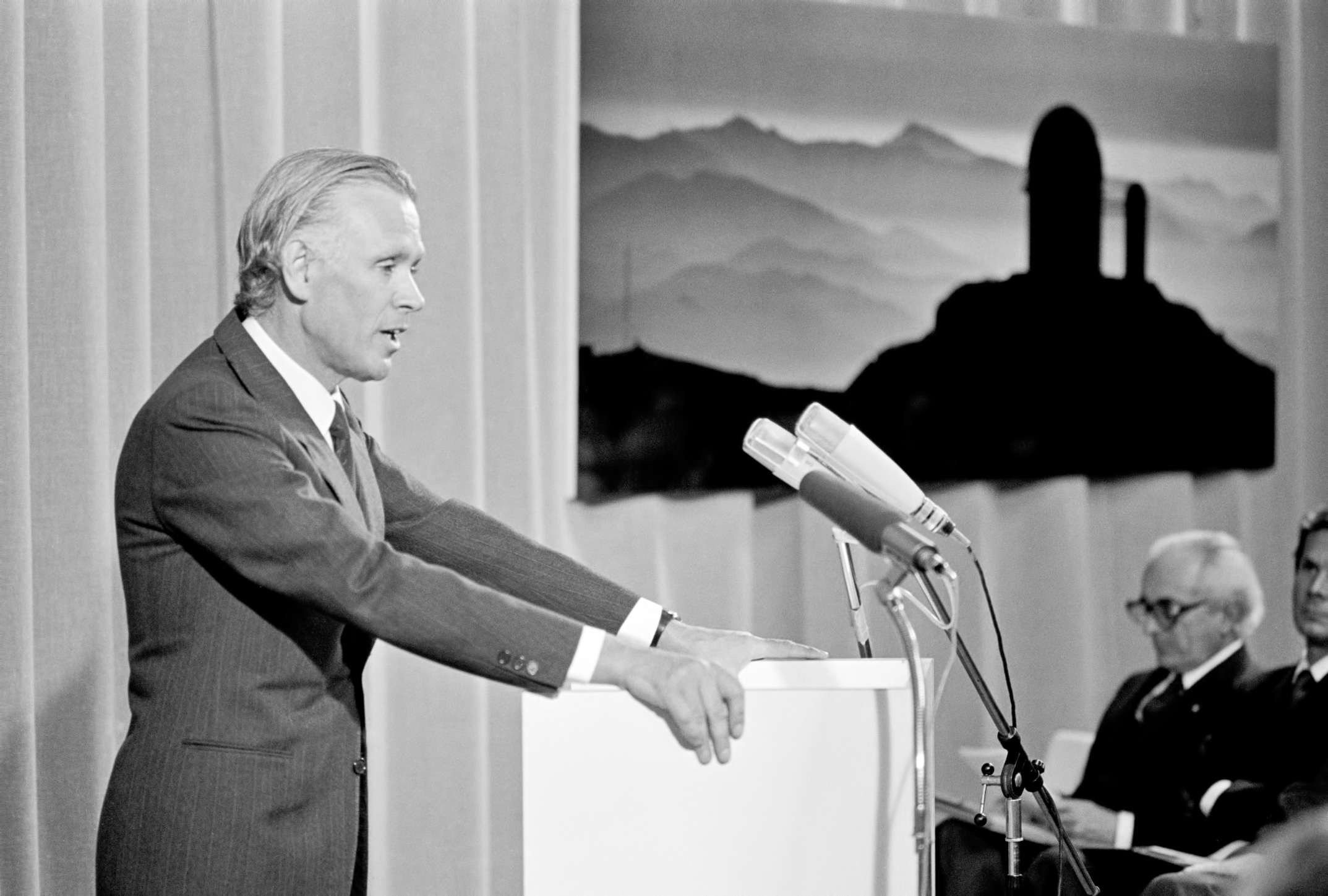
Woltjer all'inaugurazione della sede dell'ESO a Garching, nel 1981

Durante i suoi tredici anni come direttore generale, ESO è diventata l'istituzione di classe mondiale che è oggi. Il contributo finanziario dei suoi Stati membri è aumentato considerevolmente nel corso del suo mandato. L'Italia e la Svizzera aderirono all'organizzazione nel 1982, seguite da altri paesi europei. Il telescopio MPG-ESO (Max-Planck Gesellschaft) da 2,2 metri e lo Swedish-ESO Submillimetre Telescope, ora decommissionato, sotto la sua guida hanno visto la prima luce all'osservatorio di La Silla congiuntamente ad una serie sempre più ampia di strumentazione avanzata. 
Il New Technology Telescope (NTT) è stato progettato grazie alle quote di adesione fornite da Italia e Svizzera al momento della loro adesione all'ESO. Lo Woltjer ha anche creato un'interdipendenza con l'Agenzia spaziale europea (ESA) attraverso il Centro di coordinamento europeo per il Telescopio Spaziale Hubble, che ha deciso di ospitare presso la sede dell'ESO a Garching. Durante il mandato ESO, Woltjer fu anche nel consiglio di amministrazione della rivista Astronomy and Astrophysics. 

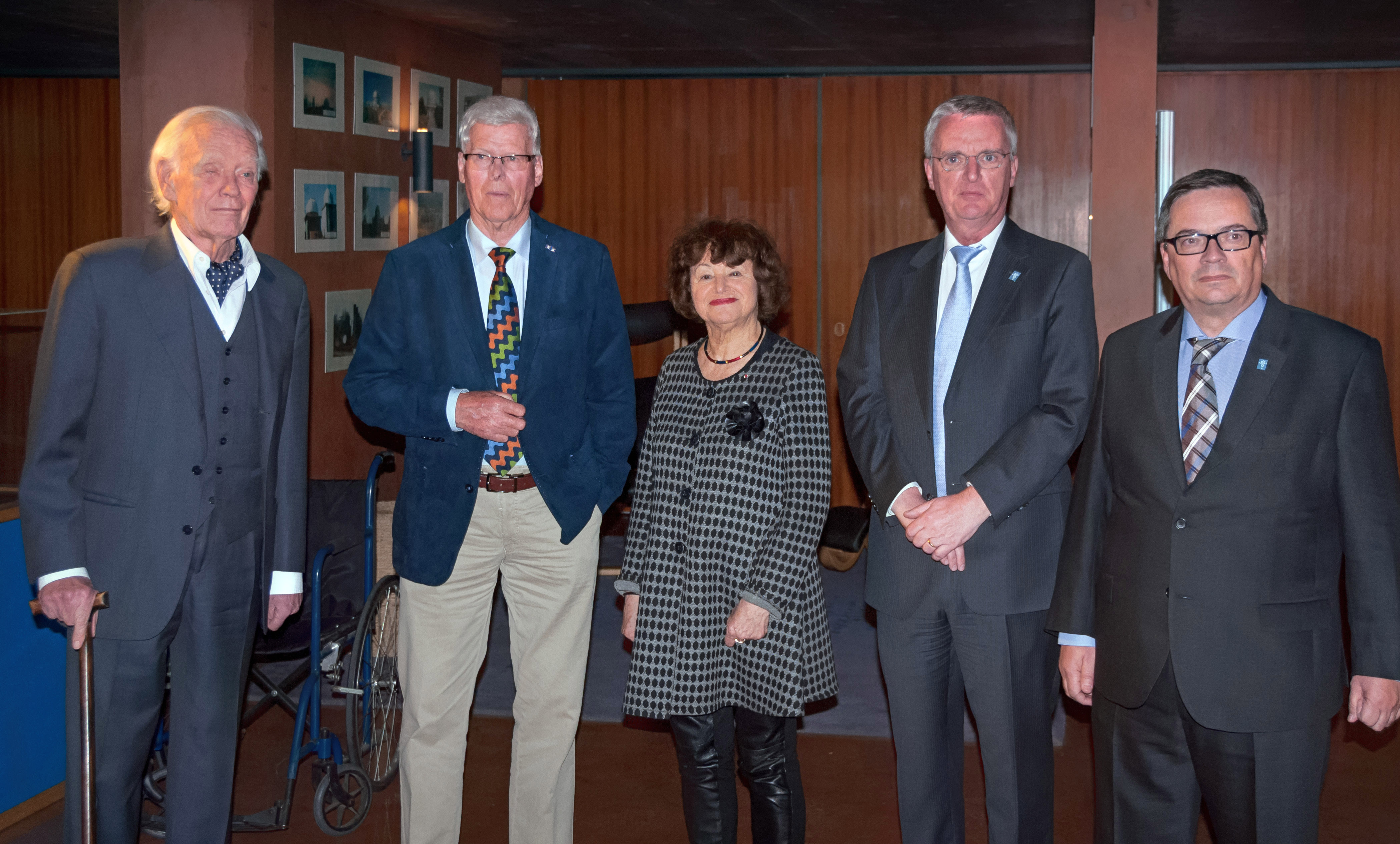
Da sinistra: Lodewijk Woltjer, Harry van der Laan, Catherine Cesarsky, Tim de Zeeuw e Xavier Barcons alla cerimonia di posa della prima pietra dell'ELT, nel 2017

Il suo principale apporto alla scienza astronomica rimane il progetto concettuale del Very Large Telescope (VLT) delineato nel suo Blue Book e successivamente approvato dal Consiglio ESO nel 1987. Il nuovo sito dell'osservatorio è stato selezionato sulla montagna del Paranal su sua insistenza. Nel progetto VLT, Woltjer incluse la fattibilità di una modalità interferometrica, un'opzione che all'epoca non era stata accolta con un entusiasmo condiviso dalla comunità scientifica ma che si è successivamente rivelata una intuizione vincente e rivoluzionaria. Dimessosi dalla guida dell'ESO solo dopo aver ottenuto l'approvazione unanime degli Stati membri per il progetto VLT, Woltjer divenne presidente dell'Unione Astronomica Internazionale e in seguito ricoprì la carica di Presidente del comitato consultivo delle scienze spaziali dell'ESA. Fu determinante nello sviluppo della European Astronomical Society (EAS), le cui lezioni (lecture) annuali portano ancora oggi il suo nome. È stato onorato con la medaglia Karl Schwarzschild dell'Astronomische Gesellschaft (Società Astronomica Tedesca) ed è stato membro di diverse accademie scientifiche nazionali.
Una curiosità: con l'avanzare degli anni, l'occhio destro di Woltjer rimase offeso sino alla cecità, perdendo la visione binoculare; Woltjer descrisse il suo personale metodo di determinazione della distanza come analogo della parallasse dinamica.
Lodewijk Lo Woltjer è morto il 25 agosto 2019 a 89 anni. Gli è stato dedicato l'asteroide 3377 Lodewijk.

## Onorificenze
- Presidente, divisione alta energia dell'American Astronomical Society, 1974[8]
- Medaglia d'oro Benjamin Apthorp[9], National Academy of Sciences, USA, 1975
- Dottorato onorario, Università di Basilea, 1982
- Dottorato onorario, Università di Lund, 1985
- Ordine del Leone dei Paesi Bassi, 1987
- Medaglia Karl Schwarzschild, Società astronomica tedesca, 1987
- Grande croce al merito dell'Ordine al merito di Germania, 1988
- Medaglia Janssen, Accademia francese delle scienze, 1988
- Dottorato onorario, Università di Bologna, 1988
- Dottorato onorario, Università di Liegi, 1991
- Legion d'onore, Francia, 1992
- Dottorato onorario, Università di Ginevra, 2002
- Eponimo del premio Lodewijk Woltjer Lecture[10], assegnato dalla European Astronomical Society
- Inoltre è stato membro onorario, associato ed esterno di alcuni tra i più prestigiosi istituti astronomici.[8]

## Opere
- (EN) Roger-Maurice Bonnet, Lodewijk Woltjer, Surviving 1,000 Centuries: Can We Do It?, Springer, 2008,  p. 422, ISBN 9780387746333.
- (EN) Lodewijk Woltjer, Europe's Quest for the Universe, EDP SCIENCES, 2006,  p. 323, ISBN 2-86883-813-8.